# Mangia!
Mangia! è un film del 2025 diretto da Anna Piscopo e tratto dal suo omonimo spettacolo teatrale.

## Trama
Una ragazza bulimica vaga in maniera sconclusionata e sperdute per le strade di Catania provando a trovare uno spiraglio di possibilità dopo gli ennesimi fallimenti.

## Distribuzione
Il film è stato distribuito nelle sale cinematografiche italiane il 30 aprile 2025, dopo essere stato presentato fuori concorso al Bif&st-Bari International Film&Tv Festival nella sezione "A Sud" nel 2025.